# Церква Святого Василія Великого (Косів)
Церква Святого Василія Великого (Косів) — втрачена (2009 р.) гуцульська дерев'яна церква в м. Косів Івано-Франківської області, Україна, пам'ятка архітектури національного значення. Інша назва — Москалівська церква (пов'язано з назвою місцини, де вона розташовується). Церква відбудована в 2011 році.

## Історія
Церква була побудована в 1895 році майстром Іваном Гарасим'юком, благословена в 1896 році та освячена в 1900 році. На стіні однієї з ніш вівтаря було написано низку прізвищ осіб, які брали участь в спорудженні іконостасу (1909 р.) та оздобленні храму: Іван Гунько, Магнич з Яворова, який учився в коломийській школі різьбярства, Адольф Оріховський, Т. Гладкий, Іон Горчинський з Коломиї, Михайло Федевич, Маляєв, Зотар Цілів, Кобильовський.  З 1963 року церкву заборонили використовувати як культову споруду, а богослужіння припинились в 1961 році.  В храмі з 1969 року на основі домашньої збірки подружжя Сагайдачних сформовано музей народного мистецтва і побуту Гуцульщини. Лист Косівського райвиконкому до облвиконкому з цього приводу зазначено:
| «Религиозное общество РПЦ распалось, поэтому снято с регистрации (реш. № 8 от 23.08.1963 г.). Бывшее культовое здание освоено под музей народного искусства»[7]. |
У радянський період церква  охоронялась як пам'ятка архітектури Української РСР (№ 1158).
У рішенні Ради в справах релігій при Раді Міністрів СРСР за результатами засідання, яке відбулось 27 листопада 1989 року, зазначено: 
| «Зарегистрировать религиозное общество Русской православной церкви и открыть молитвенний дом в г. Косове (бывшее село Москаливка) Ивано-Франковской области Украинской ССР»[7]. |
Перше богослужіння відбулося перед церквою 15 грудня 1989 року, яке проводили священники Української греко-католицької церкви, які перебували в підпіллі, а також о. Іван Бурдяк, якого наступного дня висвятили в священника УГКЦ.
В січні 1990 року храм повернули громаді УГКЦ, після чого його було відремонтовано та впорядковано навколишню територію кладовища, де є хрести, які датуються початком XIX століття.
Церква належить громаді УГКЦ. В храмі служили такі священники: о. Маркіян Шанковський,  о. Володимир Скоробогатий (з грудня 1905 року до 1910 року, був головою читальні «Просвіти»), з 1910 р. — о. Стефан Кунанець,  о. Генрік Рачковський (1915 — 1920), о. Олександр Гелитович (1920 р.), з 1922 року — 1928 р. о. Емільян Абрисовський, о. Михайло Могильняк (з 1929 по 1944, коли заарештований НКВС і розстріляний у Івано-Франківській в'язниці), о. Іван Бурдяк (1990 — 2001) , о. Юрій Корпанюк (з 2010 р.), протоієрей о. Роман Іванюлик (з 1999р.).
19 червня 2009 року оригінальна церква згоріла.

## Архітектура
Церква була дерев'яна хрестоподібна з великим центральним зрубом нави, довгим приміщенням бабинця та відносно вузькими боковими раменами. До вівтаря прибудовано ризниці. До фасаду бабинця та до південного рамена прибудовано відкриті ганки. Церкву оточувало опасання на вінцях зрубів. Над зрубом нави збудовано восьмисторонню основу, над якою шатроподібна баня. Баню вінчав ліхтар з маківкою. Бокові зруби перекриті двоскатними дахами, вершки яких були розташовані на рівні середини  восьмисторонньої частини нави. Над дахами бокових зрубів та ганків розташовувались цибулеподібні маківки.
В середині церкви бокові зруби були перекриті плоскою стелею. Простір нави відкритий на всю висоту, включаючи баню.

## Дзвіниця
До складу пам'ятки входить двоярусна квадратна дзвіниця. Перший ярус дзвіниці зі зрубу, а другий каркасної конструкції. На другому ярусі розташовані голосники. Дзвіниця перекрита шатровим звершенням. У 2010 році освячено чотири нові дзвони, які профінансували місцеві доброчинці.

## Пожежа

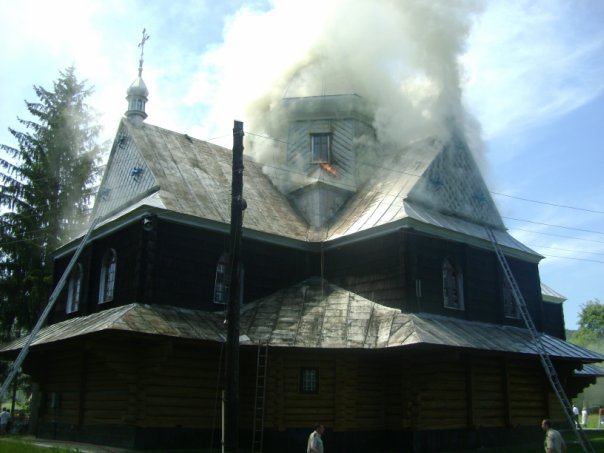
Церква під час пожежі

Пожежа в церкві розпочалась в першій половині дня 19 червня 2009 року (виклик в чергову частину райвідділу МНС надійшов об 11 год. 14 хв.). Пожежу гасили 9 одиниць техніки (відео [Архівовано 17 березня 2022 у Wayback Machine.] та фото пожежі [Архівовано 27 лютого 2021 у Wayback Machine.]). Після пожежі громада того ж і наступного днів (майже 100 осіб) почали розчищати згарище (розбирали стіни, завантажували на самоскиди і вивозили з церковного подвір'я).
Частково від пожежі вдолося врятувати внутрішнє убранство храму: ікони, світильники, вишивки, майже третина іконостасу, кіот і антимінс. Також винесли образ і мощі великого ліванського святого та чудотворця Шарбеля, які перебували в церкві з 16 червня.
Також вдалося зберегти дзвіницю, маленьке приміщення, яке служило канцелярією, складом, і кухнею.

## Відбудова

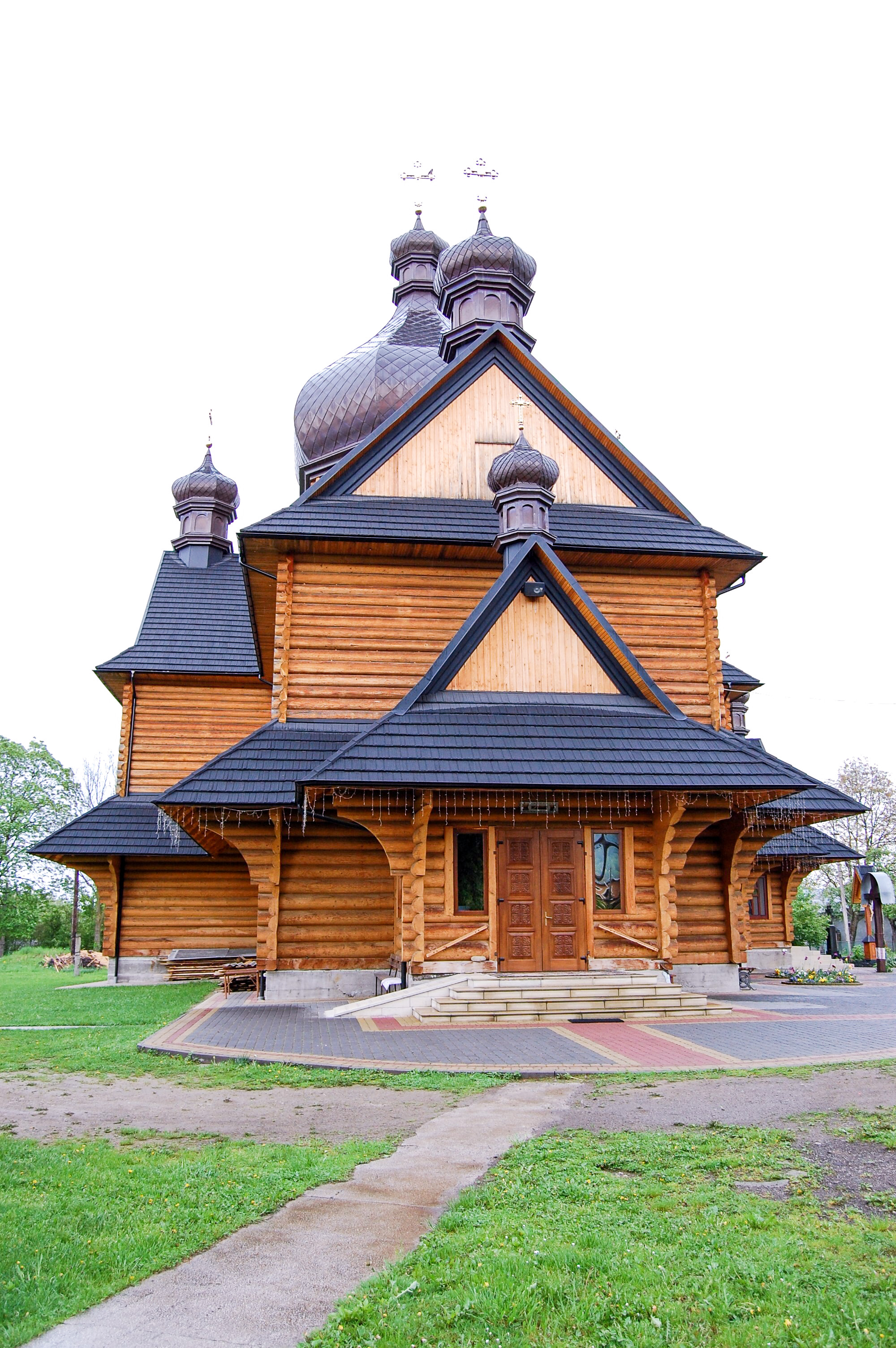
Відбудована Церква Василія Великого

Церкву відбудували за планами, які надали вчені та студенти з Польщі, які до цього зняли план з церкви, перебуваючи в Косові на практиці. Ось як про це згадує парох храму о. Роман Іванюлик:

| «Яку ж церкву будувати? Мурувати з цегли, чи ставити традиційну, дерев’яну, в гуцульському стилі? Зійшлися на останньому, бо як у центрі Гуцульщини не мати того правдешнього витвору гуцульських майстрів, які століттями славилися своєю школою сакрального будівництва. Однак ми не мали плану старої церкви, ми не могли нікому показати якої церкви ми хочемо, чи мати хоч щось для порівняння з іншими проектами. І тут одержую дзвінок з Польщі. Телефонував професор Лодзинської політехніки, який два роки тому практикував тут зі своїми студентами і попросив тоді у мене дозволу зняти план церкви. А тепер чую співчутливі слова професора і ще: «Якщо вам потрібно плану згорілої церкви, то ми вам даємо безоплатно». Чи це не чудо Боже? Вони довідалися з інтернету, що у нас згоріла церква і таким чином відгукнулися. Я про них вже якось забув, а з другого боку і не уявляв, що студенти так досконало зроблять цю роботу. Тепер ми мали вже хоч щось, щоб приступати до роботи.»[7]. |
Храм за проєктом архітектора Богдана Федірко відбудовували майстри з села Голови. Для будівництва використовувались як місцеві дерева так і дерева, привезені з відстані понад 100 км, які використовувались для брусів зрубів, довжиною до 15 метрів, на які місцева деревина не годилась через невідповідну якість. Іконостас церкви виготовлений під керівництвом заслуженого художника України Степана Бзунька. Нижній ряд ікон — вцілілі ікони із згорілої церкви, а верхній — нові.
Відбудовано церкву освячено 19 червня 2011 року.